# Poljica-Brig
Poljica-Brig es una localidad de Croacia en el ejido de la ciudad de Nin, condado de Zadar.

## Geografía
Se encuentra a una altitud de 0 m s. n. m. a 283 km de la capital nacional, Zagreb.

## Demografía
En el censo 2011 el total de población de la localidad fue de 276 habitantes. Hasta el 2011 la localidad se incluía dentro del ejido de Zadar.
| Gráfica de población de Poljica-Brig 1857-2011                      |
|                                                                     |
| Según los censos de población de la oficina estadística de Croacia. |